# Ildebrando Grassi
Ildebrando Grassi, ou Guarini (né à Bologne en Émilie-Romagne, et mort le 8 novembre 1178 à Vicence) est un cardinal italien du XIIe siècle. Il est membre de l'ordre des chanoines réguliers de S. Maria di Reno.

## Biographie
Grassi est administrateur du diocèse de Modène de 1148 à 1156. Le pape Eugène III le crée cardinal lors du consistoire de 1152. Il participe à l'élection d'Anastase IV en 1153 et à l'élection d'Adrien IV en 1154.